# Messali Hadj
Ahmed Ben Messali Hadj (16 de mayo de 1898-3 de junio de 1974), conocido como Messali Hadj (en árabe: مصالي الحاج) fue un político argelino considerado el padre del nacionalismo moderno en Argelia. Fundó varios partidos nacionalistas e independentistas a lo largo de su vida y fue uno de los personajes más relevantes en el proceso de independencia argelino.

## Infancia y juventud

#### Primeros años de vida
Messali Hadj nació en Tremecén el 16 de mayo de 1898. Su padre le puso de primer nombre Ahmed. Fue el primer varón después de tres hijas en una familia que contaría después de él otro niño y otra niña más. Formaban parte de una de las antiguas familias de Tremecén y se criaron en el barrio de Rhiba, en el casco antiguo de la ciudad.
Sus padres eran de origen koulogli, descendientes de matrimonios mixtos de turcos y árabes andalusíes del siglo XVI. El padre trabajó duramente en el campo para mantener a sus seis hijos. Durante el invierno, conducía una diligencia para obtener ingresos extra. Fue el primero que despertó en Messali la conciencia de liberación nacional. Su madre, Ftéma, estaba vinculada a una familia de clérigos y su padre era qadi. Pero la que tuvo el papel afectivo más relevante en la crianza del joven Messali fue su abuela Benkelfat.
Messali dejó la escuela a los nueve años para trabajar de aprendiz en distintos lugares. Poco después un maestro lo reintegra en la escuela, cuyos programas franceses para jóvenes argelinos estaban orientados hacia el trabajo manual y en el campo. A la vez asistía a la escuela islámica de la cofradía darqawiyya.

#### Servicio militar y trabajo en París
En 1918, en plena Primera Guerra Mundial, Messali empezó el servicio militar incorporándose al Ejército francés en Orán; de allí embarcó hacia Burdeos, donde completó su formación. Aunque reconoce en sus Memorias que celebró la firma del Armisticio el 11 de noviembre en el cuartel, también escribe que se paró a reflexionar sobre las repercusiones que este tendría sobre el mundo árabe, particularmente le preocupaba la derrota del Imperio otomano. Tras la guerra, continuó su servicio militar hasta 1921 y volvió a Tremecén.
Las consecuencias de la guerra y las malas cosechas agravaron la situación económica y el paro en Argelia, por lo que en 1923 Messali partió a París. No era solo el tema laboral el que le movía, sino su inquietud nacionalista, que había ido creciendo y consolidándose durante su servicio militar y los acontecimientos derivados de la guerra. Tenía la esperanza de poder pasar a la acción política en la metrópoli.

## Carrera política

#### La Estrella Norteafricana en Francia
A su llegada a París, Messali frecuentaba la Escuela de Lenguas Orientales y ejercía diversos oficios. Durante este periodo, estableció contactos con el Partido Comunista Francés (PCF) y, bajo su auspicio, fundó el primer movimiento político propiamente argelino, la Estrella norteafricana (ENA), que tuvo como presidente de honor al Emir Jaled, refugiado en Francia. Este movimiento político tuvo una base popular muy importante en los emigrados argelinos a Francia que, entre 1922 y 1929, pasaron de 48.000 a 105.000. Aunque pretendía integrar a los trabajadores de todo el Magreb, los argelinos eran mayoría entre los emigrantes, por lo que la ENA estuvo integrada casi exclusivamente por ellos.
Influido por las ideas del PCF, Messali se convirtió en un ferviente defensor del derecho de los pueblos a disponer de sí mismos. Sin embargo, su propuesta de una Argelia independiente le acarreó problemas con las autoridades francesas. A finales de los años 20, las tensiones entre el PCF y la ENA crecieron debido al discurso nacionalista argelino lleno de referencias religiosas islámicas.[ En este contexto, cuando el gobierno francés prohibió la ENA en 1929 el PCF no hizo nada para evitarlo.
Sin embargo, aquello no frenó a Messali. En 1930 fundó un diario, El-Oumma, que le serviría para divulgar sus aspiraciones e ideas independentistas. Tenía una tirada de unos 3.000 ejemplares. Muchos de ellos se enviaban a Argelia convirtiéndose, a pesar de los secuestros, en un arma de propaganda, por lo que los colonos y la Administración tenían esta publicación en el punto de mira.
En el año 1933, la ENA celebró una asamblea general en Argelia y elaboró un programa para representar a los argelinos y sus aspiraciones. En él pedían la abolición del Código del Indigenato, amnistía general, libertad de movimiento y de expresión, educación obligatoria en árabe y más medidas de corte social y político que eliminaran la discriminación. El programa iba mucho más allá, pues era también un manifiesto que pedía “la independencia total de Argelia, la retirada de las tropas de ocupación, una asamblea constituyente elegida por sufragio universal y medidas económicas tendentes a la nacionalización de lo acaparado por el colonizador y los feudales aliados de éste”.

#### El Partido del Pueblo Argelino
Messali fue arrestado en 1934 y puesto en libertad seis meses más tarde, tras lo cual huyó a Suiza. Allí conoció personalmente a Chakib Arslan, un intelectual que colaboraba con medios norteafricanos, figura referente del panarabismo. Influido por estas ideas, a su retorno, Messali dejó el marxismo en favor de insertar sus ideas independentistas en un movimiento más general de renovación del islam y de la nación árabe.  
En 1936 volvió a Argelia y estableció allí la Estrella norteafricana. El partido tenía puestas sus esperanzas en el nuevo gobierno del Frente Popular, del que esperaban políticas progresistas para con la población colonial. En los meses de junio y julio, aprovechando el derecho sindical que les otorgaba la nueva Administración, Argelia asistió a una movilización obrera sin precedentes, con 49.000 huelguistas y ocupación de fábricas. Paralelamente, tuvo lugar el Primer Congreso Musulmán Argelino, al que la Estrella norteafricana no fue invitada. Las reclamaciones que hicieron al gobierno colonial eran muy tímidas y no incluían la independencia. Sin embargo, Messali se presentó a la segunda sesión de este congreso y desde la tribuna reclamó la independencia de Argelia.
Tras el fin del Frente Popular con el cambio de gobierno en la metrópoli, la Estrella norteafricana fue disuelta en 1937. Messali Hadj no se amedrentó ante esta medida y en marzo creó el Partido del Pueblo Argelino (PPA), partidario de la independencia y de la unidad árabe e islámica. En agosto, Messali será encarcelado y condenado a dos años de prisión al ser considerado una amenaza para las autoridades.
El PPA presentó a sus candidatos a las elecciones municipales y cantonales en 1937 y 1938. Tuvieron buenos resultados y Messali salió elegido en Argel. Sin embargo, las autoridades francesas proclamaron vencedor a Zerruk Mohiddin, un candidato más de su gusto, ya que colaboraba con el régimen. En 1939, tras las elecciones en las que Messali volvió a ganar, repitieron el nombramiento de Zerruk.
En los años siguientes, tanto el PPA como su periódico fueron prohibidos por las autoridades francesas y sus líderes encarcelados, lo que solo contribuyó a su popularidad entre los musulmanes argelinos. Durante los años de la Segunda Guerra Mundial, Messali se negó a colaborar con el gobierno de Vichy, al que se habían unido los colonos franceses, por lo que fue condenado a trabajos forzados hasta el fin de la contienda.

#### El Movimiento por el Triunfo de las Libertades Democráticas
Cuando se celebró el fin de la guerra, el 8 de mayo de 1945, en muchas ciudades argelinas se organizaron marchas con pancartas en las que se leían mensajes como “Viva la Argelia independiente”, “Messali libre”, “Abajo la colonización y el fascismo”.
En Sétif y otras localidades la violenta represión de los manifestantes dio lugar a enfrentamientos de éstos con la policía. Los disturbios derivaron en una insurrección espontánea de los argelinos contra los franceses que se extendió por el país. La contienda se saldó con 45.000 muertos (según los nacionalistas); 15.000 según la comisión del general francés Tubert. A esto se añaden miles de detenidos y condenados por los hechos.
Los messalistas fueron acusados de instigar a la violencia y se responsabilizó de los sucesos a “agentes hitlerianos del PPA”. Sin embargo, todavía no queda claro el papel que Messali jugó en este levantamiento. Se hallaba bajo arresto domiciliario en Reibell, al sur del país. Consiguió escapar el 19 de abril del 1945 para acudir a un lugar de reunión acordado de antemano, pero al no encontrar a nadie allí, volvió a Reibell.
En 1946, Messali fue liberado, pero estuvo muy controlado por las autoridades francesas, que le impidieron instalarse en ciudades grandes y evitaron su contacto con militantes del PPA, ahora clandestino. Durante los años de prisión y aislamiento, el PPA había evolucionado liderado por otros. Messali se impuso de nuevo creando una plataforma legal que pudiera presentarse a las elecciones legislativas: el Movimiento para el Triunfo de las Libertades Democráticas (MTLD).
Otros miembros del PPA encabezados por Lamine Debaghine, diferían de la táctica legal electoral y abogaban por la lucha armada. Éstos ceden finalmente, pero Amar Imache, exsecretario general de la ENA, regresó a Argelia en 1947 y atacó públicamente a Messali por su decisión. En los años siguientes, la oposición interna del partido se hizo eco de estas acusaciones, reavivando las tensiones.
En el Congreso del MTLD de 1947 se decide mantener el PPA como organización clandestina con un grupo paramilitar, la Organización Especial (OS), mientras el MTLD actúa como plataforma legal.
En 1952, Messali está de gira por Argelia y durante su discurso la policía abre fuego matando a dos personas e hiriendo a otras tantas. Messali es secuestrado y deportado a Francia donde le mantuvieron bajo arresto domiciliario en Niotr. Estando allí todavía en 1953, entra en conflicto con el comité central del MTLD porque se opone a la lucha armada como única vía para la independencia.
En este contexto de lucha entre los que apoyaban a Messali y los que no, el joven militante Mohamed Boudiaf sugiere la creación del Comité Revolucionario por Unidad y Acción (CRUA), que pretendía aunar a todos en una tercera propuesta, pero sin conseguirlo. Se separarán definitivamente de los messalistas creando el Frente de Liberación Nacional (FLN). 

#### Guerra de independencia y Movimiento Nacional Argelino
Ahmed Ben Bella lideraba a los militares de la OS que formaban parte de la CRUA. El 1 de noviembre de 1954, hicieron la “Proclamación del Frente de Liberación Nacional”. Al mismo tiempo se producían unos 70 levantamientos armados en distintos lugares. Comenzaba la guerra de Independencia de Argelia, que duraría hasta 1962.
El alzamiento cogió por sorpresa a Messali, todavía bajo arresto domiciliario en Francia, pero dio su apoyo a los insurrectos. Su influencia como líder del MTLD hizo que muchos de los militantes de este partido se unieran a la lucha. En diciembre de ese mismo año, creó el Movimiento Nacional Argelino (MNA) y empezó su actividad clandestina, que incluía la difusión de un periódico, La Voix du Peuple.
El curso de la guerra evidenció cada vez más las diferencias entre el MNA y el FLN que, en el fondo, eran herederas de los distintos puntos de vista dentro del MTLD de cómo llevar a cabo la lucha por la independencia. Mientras que el FLN se apoyaba en actividades clandestinas y contemplaba la lucha armada como la única opción, el MNA creía que sus objetivos políticos podían conseguirse por otros medios, como manifestaciones o huelgas. La batalla por el liderazgo en la lucha independentista no se daba solo en territorio argelino, sino también entre los inmigrantes argelinos en Francia y Bélgica.
Al ver que el FLN le ganaba terreno, el MNA estructuró su actividad clandestina y la obtención de armas para sus militantes. Esta guerra interna del movimiento nacionalista llevó a los miembros de uno y otro grupo a usar la violencia para quitar de en medio a sus adversarios. Esto no pasó desapercibido a la Policía francesa, que lo aprovechó para debilitar el movimiento nacionalista. La masacre de todos los varones de Melouza, un pueblo de Cabilia partidario de Messali, perpetrada por miembros de FLN hizo imposible que ambas organizaciones llegaran a un acuerdo. La violencia se intensificó y los asesinatos se multiplicaron.

### Independencia y marginación política
En 1959, Messali, que se mostró interesado en llegar a un acuerdo con los franceses en plena guerra de independencia, fue liberado. Esto dio pie a que el FLN acusara al MNA de estar manipulado por los franceses. En 1960, el FLN consiguió marginar al MNA y constituirse en la fuerza nacionalista dominante y partido único tras la independencia de Argelia en 1962. 
Messali Hadj fue marginado de la vida política y se exilió a Francia. Allí escribió sus memorias y pasó el resto de su vida. Murió el 3 de junio de 1974.